# ربطة شعر
ربطة الشعر هي شيء يستخدم لربط الشعر، وخاصة الشعر الطويل، بعيداً عن مناطق مثل الوجه.

## طالع المزيد
- رباط مطاطي
- طوق شعر
- مشبك للشعر